# Dalila Abdallah
Dalila Abdallah (* 1. Mai 1983 in London) ist eine britisch-kubanische Schauspielerin, Kabarettistin und Sängerin.

## Leben
Abdallahs Mutter entstammt einer kubanischen Musikerfamilie, ihr Vater ist Maler aus der Republik Trinidad und Tobago. 1991 siedelte die Familie von London nach Frankfurt am Main über. Nach dem Abitur 2003 durchlief Abdallah an der Schauspielschule Charlottenburg bei Valentin Plătăreanu ab 2004 eine Ausbildung zur Bühnen- und Fernsehschauspielerin, die sie 2007 mit Diplom abschloss. Neben den Engagements an Häusern wie dem Stuttgarter Renitenztheater, dem Grips-Theater und der Volksbühne in Berlin sowie dem Ulmer Stadttheater studiert sie Gehörlosenpädagogik auf Förderschul-Lehramt. Sie spricht zwei Fremdsprachen und deutsche Gebärdensprache.
Als Duo Schwarz auf Weiß gewann Abdallah mit Christine Prayon 2009 den Silbernen Rostocker Koggenzieher. Seit 2013 ist sie Mitglied der Fachjury bei der Vergabe dieses Kabarettpreises. 2010 erhielt sie für die Eigenproduktion Sauerkraut und Kochbananen mit Peter Marty den Goldenen Wiener Kleinkunstnagel.
Seit 2014 ist sie Botschafterin der Initiative Respekt! Kein Platz für Rassismus.
Dalila Abdallah lebt in Frankfurt am Main.

## Auszeichnungen
- 2009: Silberner Rostocker Koggenzieher für Schwarz auf Weiß
- 2010: Goldener Kleinkunstnagel für Sauerkraut und Kochbananen
- 2021: Preis der Deutschen Akademie für Fernsehen in der Kategorie Schauspielerin Nebenrolle für „Herren“

## Programme
- 2008–2009: Ein buntes Spiel für Farbenblinde (Schwarz auf Weiß)
- 2010–2012: Mach's öffentlich (Sauerkraut und Kochbananen)

## Filmografie
- 2019: Herren
- 2023: WaPo Bodensee (Fernsehserie, Folge Fangfrisch)
- 2023: Nichts, was uns passiert
- 2023: Tatort: Verborgen (Fernsehreihe)
- 2023: Tatort: Das geheime Leben unserer Kinder (Fernsehreihe)
- 2023: Paradise
- 2023: Tatort: Kontrollverlust
- 2024: In aller Freundschaft (Fernsehserie, Folge Hoffen)
- 2024: Bettys Diagnose (Fernsehserie, Folge Letzte Reise)
- 2024: SOKO Köln (Fernsehserie, Folge "Ausgestopft")

## Diskografie

### Singles
- 2012: Schrei dich frei[6]